# Felsőgagy
Felsőgagy ist eine ungarische Gemeinde im Kreis Encs im Komitat Borsod-Abaúj-Zemplén.

## Geografische Lage
Felsőgagy liegt in Nordungarn, 40 Kilometer nordöstlich des Komitatssitzes Miskolc und 13,5 Kilometer nordwestlich der Kreisstadt Encs. Nachbargemeinden sind Alsógagy, Csenyéte und Gagyapáti.

## Geschichte
Im Jahr 1913 gab es in der damaligen Kleingemeinde 93 Häuser und 467 Einwohner auf einer Fläche von 2510 Katastraljochen. Sie gehörte zu dieser Zeit zum Bezirk Cserehát im Komitat Abaúj-Torna.

## Sehenswürdigkeiten
- Römisch-katholische Kirche Kisboldogasszony, erbaut 1760 im barocken Stil

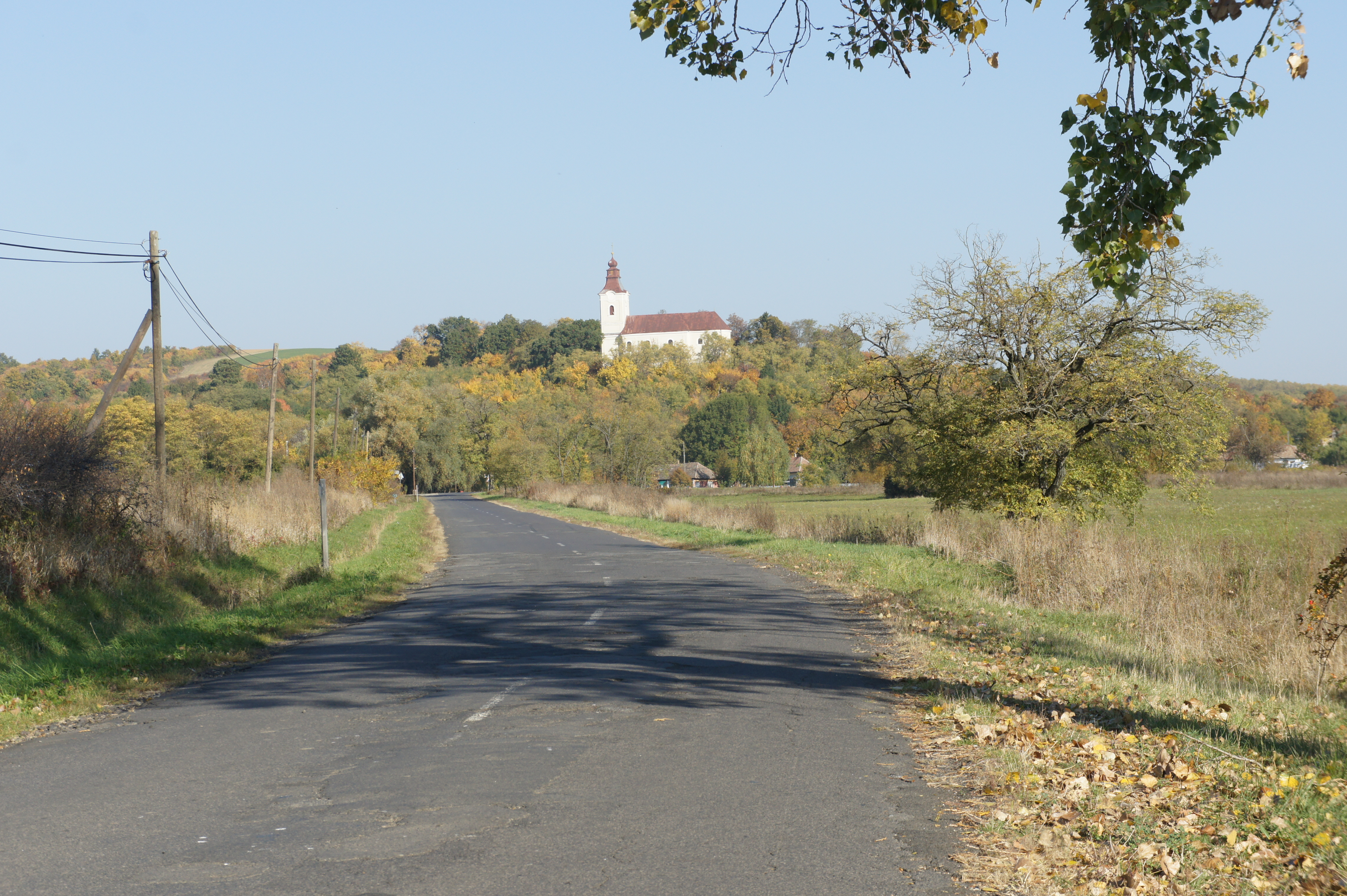
Blick auf die römisch-katholische Kirche Kisboldogasszony
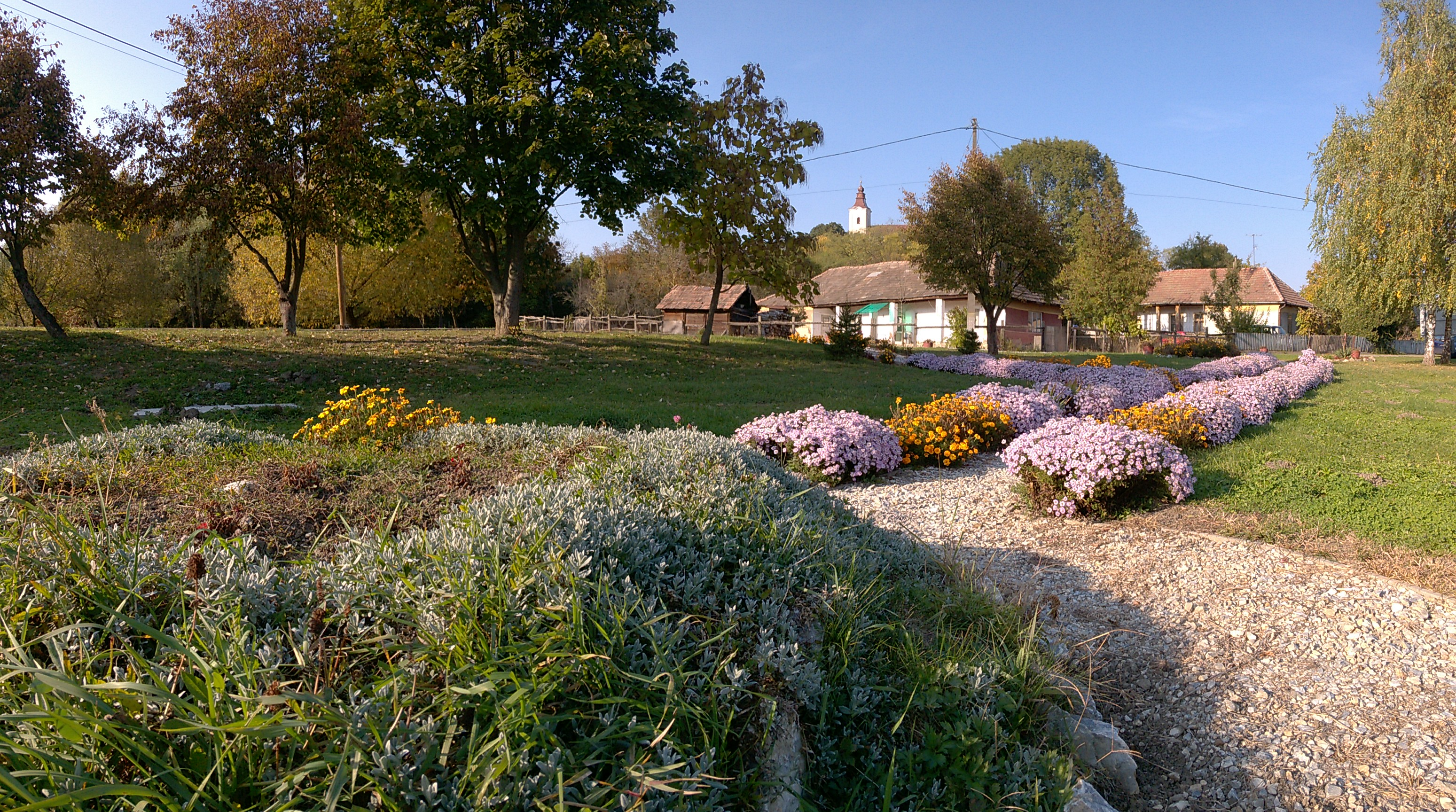
Ortsbild, im Hintergrund die Kirche

## Verkehr
Durch Felsőgagy verläuft die Landstraße Nr. 2624, von der die Nebenstraße Nr. 26143 in östliche Richtung nach Csenyéte abzweigt. Es bestehen Busverbindungen nach Csenyéte, Krasznokvajda sowie nach Encs. Der nächstgelegene Bahnhof befindet sich südöstlich in Forró-Encs.